# Hypolimnas
Hypolimnas är ett släkte av fjärilar. Hypolimnas ingår i familjen praktfjärilar.

## Bildgalleri

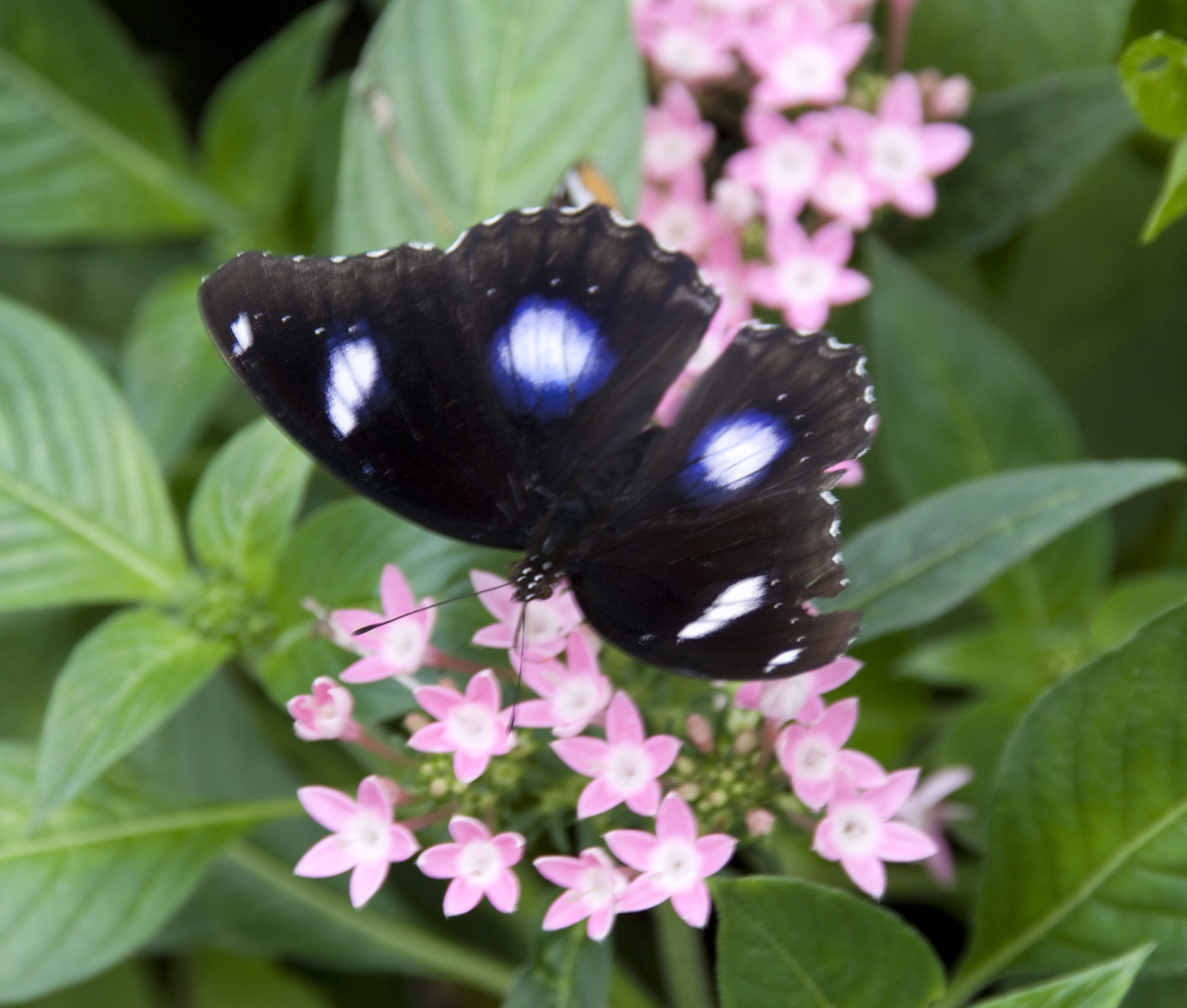
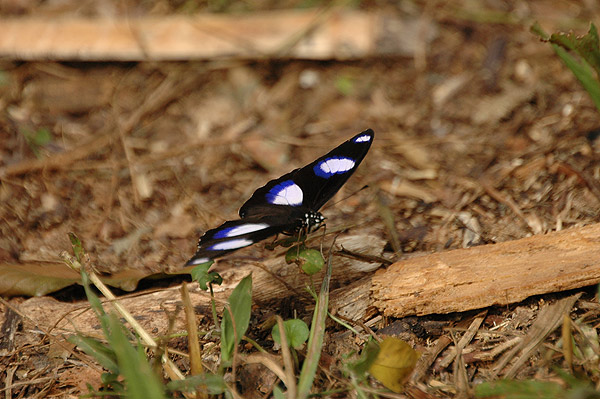

## Dottertaxa tillHypolimnas, i alfabetisk ordning[1]
- Hypolimnas afra
- Hypolimnas alada
- Hypolimnas albiplaga
- Hypolimnas albomela
- Hypolimnas albosignata
- Hypolimnas albula
- Hypolimnas alcippoides
- Hypolimnas alcithoe
- Hypolimnas alcithoides
- Hypolimnas alcmene
- Hypolimnas alimena
- Hypolimnas angustolimbata
- Hypolimnas anomala
- Hypolimnas antelmei
- Hypolimnas antevorta
- Hypolimnas anthedon
- Hypolimnas antigone
- Hypolimnas antilope
- Hypolimnas antiopa
- Hypolimnas antiope
- Hypolimnas aphrodite
- Hypolimnas arakaluk
- Hypolimnas arnoldi
- Hypolimnas astra
- Hypolimnas auge
- Hypolimnas aurifascia
- Hypolimnas avia
- Hypolimnas bandana
- Hypolimnas bartteloti
- Hypolimnas bateia
- Hypolimnas bewsheri
- Hypolimnas bolina
- Hypolimnas bradleyi
- Hypolimnas calisto
- Hypolimnas catalai
- Hypolimnas celebensis
- Hypolimnas cerberus
- Hypolimnas chapmanni
- Hypolimnas charybdis
- Hypolimnas chrysonicans
- Hypolimnas circumscripta
- Hypolimnas cissalma
- Hypolimnas coelia
- Hypolimnas coerulans
- Hypolimnas constans
- Hypolimnas crexa
- Hypolimnas curicta
- Hypolimnas curiosa
- Hypolimnas cyanecula
- Hypolimnas cytherea
- Hypolimnas daemona
- Hypolimnas daemonides
- Hypolimnas damoclina
- Hypolimnas dampierensis
- Hypolimnas deceptor
- Hypolimnas deludens
- Hypolimnas denticulata
- Hypolimnas deois
- Hypolimnas depunctata
- Hypolimnas dexithea
- Hypolimnas diadema
- Hypolimnas diffusa
- Hypolimnas dimona
- Hypolimnas dinarcha
- Hypolimnas diocippus
- Hypolimnas diomea
- Hypolimnas diphridas
- Hypolimnas discalis
- Hypolimnas discandra
- Hypolimnas divina
- Hypolimnas divona
- Hypolimnas dorippoides
- Hypolimnas drucei
- Hypolimnas dubius
- Hypolimnas ebonensis
- Hypolimnas egna
- Hypolimnas eligia
- Hypolimnas elliciana
- Hypolimnas elsina
- Hypolimnas enganica
- Hypolimnas eremita
- Hypolimnas eremitana
- Hypolimnas eriphile
- Hypolimnas errabunda
- Hypolimnas euphonoides
- Hypolimnas euploeoides
- Hypolimnas euryanthe
- Hypolimnas euvaristos
- Hypolimnas exiguus
- Hypolimnas fasciata
- Hypolimnas ferruginea
- Hypolimnas forbesii
- Hypolimnas formosa
- Hypolimnas formosana
- Hypolimnas fraterna
- Hypolimnas ftoobi
- Hypolimnas fuliginescens
- Hypolimnas fumosus
- Hypolimnas gigas
- Hypolimnas grandidieri
- Hypolimnas grandis
- Hypolimnas gretheri
- Hypolimnas heteroma
- Hypolimnas heteromorpha
- Hypolimnas hewitsoni
- Hypolimnas holdeni
- Hypolimnas horina
- Hypolimnas hypna
- Hypolimnas illuminata
- Hypolimnas imerina
- Hypolimnas immima
- Hypolimnas imperialis
- Hypolimnas inaria
- Hypolimnas incommoda
- Hypolimnas inconstans
- Hypolimnas inexpectata
- Hypolimnas inopinata
- Hypolimnas inornata
- Hypolimnas insularis
- Hypolimnas interjecta
- Hypolimnas interrupta
- Hypolimnas interstincta
- Hypolimnas iphigenia
- Hypolimnas iris
- Hypolimnas ivena
- Hypolimnas jacintha
- Hypolimnas jaluita
- Hypolimnas joloana
- Hypolimnas junia
- Hypolimnas kezia
- Hypolimnas kirbyi
- Hypolimnas kraimoku
- Hypolimnas kuramata
- Hypolimnas labuana
- Hypolimnas lacteolus
- Hypolimnas lamina
- Hypolimnas lassinassa
- Hypolimnas latepicta
- Hypolimnas libateia
- Hypolimnas liberiensis
- Hypolimnas libisonia
- Hypolimnas lifuana
- Hypolimnas limbata
- Hypolimnas liria
- Hypolimnas lisianassa
- Hypolimnas listeri
- Hypolimnas luctuosa
- Hypolimnas lutescens
- Hypolimnas macularia
- Hypolimnas madagascariensis
- Hypolimnas maeza
- Hypolimnas maglovius
- Hypolimnas magnifica
- Hypolimnas major
- Hypolimnas manilia
- Hypolimnas manusi
- Hypolimnas marginalis
- Hypolimnas mariae
- Hypolimnas marianensis
- Hypolimnas marshallensis
- Hypolimnas mayottensis
- Hypolimnas mechowi
- Hypolimnas mela
- Hypolimnas melaniris
- Hypolimnas melita
- Hypolimnas micromalayana
- Hypolimnas millari
- Hypolimnas mima
- Hypolimnas misippus
- Hypolimnas monteironis
- Hypolimnas montrouzieri
- Hypolimnas moseleyi
- Hypolimnas murrayi
- Hypolimnas mysolensis
- Hypolimnas nanshini
- Hypolimnas narchadi
- Hypolimnas naresii
- Hypolimnas nerina
- Hypolimnas nivas
- Hypolimnas obianus
- Hypolimnas obliterata
- Hypolimnas obsolescens
- Hypolimnas ochreata
- Hypolimnas octocula
- Hypolimnas omphale
- Hypolimnas ornamentalis
- Hypolimnas otaheitae
- Hypolimnas otakwensis
- Hypolimnas palauensis
- Hypolimnas paleutes
- Hypolimnas palladius
- Hypolimnas pallas
- Hypolimnas pallens
- Hypolimnas pallescens
- Hypolimnas pandarus
- Hypolimnas pandora
- Hypolimnas panopion
- Hypolimnas paranarchadi
- Hypolimnas parva
- Hypolimnas pelva
- Hypolimnas perimele
- Hypolimnas perryi
- Hypolimnas phalkes
- Hypolimnas philippensis
- Hypolimnas picta
- Hypolimnas pipleis
- Hypolimnas pithoeka
- Hypolimnas platydema
- Hypolimnas poensis
- Hypolimnas poggii
- Hypolimnas polymena
- Hypolimnas porphyria
- Hypolimnas priscilla
- Hypolimnas proserpina
- Hypolimnas pseudodamoclina
- Hypolimnas pseudomisippus
- Hypolimnas pseudopithoeka
- Hypolimnas pulchra
- Hypolimnas quinctinus
- Hypolimnas ragiens
- Hypolimnas rarik
- Hypolimnas remigia
- Hypolimnas rufanalis
- Hypolimnas ruhama
- Hypolimnas salmacis
- Hypolimnas salomona
- Hypolimnas salomonis
- Hypolimnas salvini
- Hypolimnas saturnia
- Hypolimnas saundersi
- Hypolimnas scopas
- Hypolimnas selina
- Hypolimnas semiramis
- Hypolimnas senia
- Hypolimnas shirinna
- Hypolimnas shortlandica
- Hypolimnas signata
- Hypolimnas sila
- Hypolimnas sororia
- Hypolimnas stanleyi
- Hypolimnas stellata
- Hypolimnas subucula
- Hypolimnas subviolacea
- Hypolimnas sumbawana
- Hypolimnas taihokuna
- Hypolimnas talauta
- Hypolimnas thomensis
- Hypolimnas thomsonii
- Hypolimnas tracta
- Hypolimnas transiens
- Hypolimnas triumphans
- Hypolimnas truentus
- Hypolimnas tydea
- Hypolimnas tydeina
- Hypolimnas typhlis
- Hypolimnas unialba
- Hypolimnas unicolor
- Hypolimnas usambara
- Hypolimnas wagneri
- Hypolimnas wahlbergi
- Hypolimnas waigeuensis
- Hypolimnas wallaceana
- Hypolimnas velleda
- Hypolimnas victrix
- Hypolimnas violaria
- Hypolimnas viriliformis
- Hypolimnas vitramana
- Hypolimnas woodlarkiana
- Hypolimnas vulcanica
- Hypolimnas yokoojii
- Hypolimnas ysabela